# 오징어 게임: 더 챌린지
《오징어 게임: 더 챌린지》(영어: Squid Game: The Challenge)는 넷플릭스에서 2023년 11월부터 방영된 미국의 생존 경쟁 리얼리티 프로그램이다. 드라마 《오징어 게임》에서 영감을 받아 제작되었으며, 전 세계 각지에서 선정된 456인이 상금 456만 달러를 두고 경쟁하는 내용이다.
이 넷플릭스 오리지널은 독립 TV 제작사인 스튜디오 램버트(Studio Lambert)와 더 가든(The Garden)의 합작으로 제작되었으며, 영국에서는 스튜디오 램버트가 실제 제작을 주도하고 있다. 이 프로그램의 처음 5개 에피소드는 2023년 11월 22일 넷플릭스를 통해 전 세계에 공개되었다. 6~9화는 11월 29일 공개됐고, 최종회인 10화는 12월 6일 공개될 예정이다.
공개된 지 3일 만에 미국과 영국을 포함해 76개국 넷플릭스에서 1위를 차지했다.

## 전제
456명의 플레이어가 미화 456만 달러(약 360만 파운드)를 놓고 경쟁한다. 이는 게임 쇼 역사상 가장 큰 출연진 및 단일 상금 상금으로, 더 밀리언 세컨드 퀴즈(The Million Second Quiz)에서 앤드루 크래비스(Andrew Kravis)가 획득한 $2,600,000의 종전 상금 기록을 경신한 것이다. 일련의 게임을 통해 각 플레이어는 한계에 부딪히고 승리하기 위해 얼마나 멀리 갈 수 있는지 스스로에게 질문해야 한다.

## 에피소드
1. 무궁화 꽃이 피었습니다: 트레이닝복 차림으로 모인 수백 명의 참가자들이 무궁화 꽃이 피었습니다 게임을 한다.
2. 우산을 쓴 남자: 달고나 게임을 한다.
3. 전쟁:
4. 숨을 곳은 없어
5. 트릭 오어 트릿

## 같이 보기
- 오징어 게임